# Beltiug
Beltiug (węg. Krasznabéltek, niem. Bildegg) – wieś w Rumunii, w okręgu Satu Mare, w gminie Beltiug. W 2011 roku liczyła 1306 mieszkańców. 